# Saint-Brice (Sekwana i Marna)
Saint-Brice – miejscowość i gmina we Francji, w regionie Île-de-France, w departamencie Sekwana i Marna.
Według danych na rok 1990 gminę zamieszkiwało 730 osób, a gęstość zaludnienia wynosiła 64 osób/km² (wśród 1287 gmin regionu Île-de-France Saint-Brice plasuje się na 710. miejscu pod względem liczby ludności, natomiast pod względem powierzchni na miejscu 308.).